# Gurfiles
Gurfiles är en by i Ala socken i Gotlands kommun. Byn klassades 1995 av SCB som en småort.